# Aemilius Papinianus
Aemilius Papinianus (142 – 212) római jogász, a legnagyobbnak minősített öt jogtudós egyike.

## Élete
Septimius Severus sógora és barátja, az ő uralkodása idején procurator a libellis és praefectus praetorio volt s mint ilyen részt vett a britanniai hadjáratban. A Severus fiai közt kitört viszályban a közvetítő szerepét akarta játszani, amiért Caracalla az udvarból eltávolította, később pedig Geta meggyilkolása után az általános vérfürdő alkalmával (212) megölette.
Főművei a quaestiones (általános jogi kérdések) 37 és a responsa (egyes jogesetek) 19 könyvben; továbbá definitiones, de adulteriis és egy görög mű az aedilisekről „Asztonomikosz monobiblosz” cím alatt. Munkái mind elvesztek, csak töredékei vannak meg a pandektákban s egyéb jogi iratokban (Vaticana fragmenta, breviarium Alarici stb.) elszórva.